# North Mountain (Nova Scotia)
Die North Mountain (französisch: Montagne du Nord; gälisch: Beinn a Tuath) ist ein schmaler, südwest nach nordost verlaufender vulkanischer Bergrücken auf dem Festland im Südwesten von Nova Scotia, der sich von Brier Island bis Cape Split erstreckt. Die North Mountains sind etwa 4,5 km bis 8 km breit und bilden den nördlichen Rand des Annapolis Valley entlang des Ufers der Bay of Fundy. Zusammen mit South Mountain bilden die beiden Gebirgszüge die Region Annapolis Highlands.
North Mountain steigen nach Norden und Westen auf, wo sie auf die Küste treffen. An der Küste der Bay of Fundy besitzen die North Mountain vertikale Klippen, die, vor allem im Bereich des Cape Split, deutlich höcher als 30 Meter sind.
Der Digby Gut stellt einen Gezeitenkanal dar, der die North Mountain unterbricht. Es verbindet die Bay of Fundy mit dem Annapolis Basin. Die Stadt Digby befindet sich im inneren Teil an der westlichen Seite des Kanals. Der Kanal ist etwa eine halbe Seemeile breit und wird von hohen Felsklippen begrenzt. Der Digby Gut ist das östliche Ende des Digby Neck’s.
Der höchste Punkt der North Mountains befindet sich am Mount Rose im Annapolis County, nördlich von Lawrencetown.

## Geologie
Die Entstehung der North Mountain fand in der Trias statt, als dieser Teil Neuschottlands das Zentrum des Superkontinents Pangäa bildete. Es handelt sich um eine 201 Millionen Jahre alte Abfolge tholeiitischer Basalte, die säulenförmig gegliedert ist. Die Basalte erstrecken sich auch unter der Bay of Fundy. Teile der Basalte sind an der Küste bei Five Islands, östlich von Parrsboro auf der Nordseite der Bucht, aufgeschlossen. Während der letzten Eiszeiten widerstand der Basalt dem Abschleifen durch die Eisbewegungen und bildet heute eine Seite des Annapolis Valley im westlichen Teil der Halbinsel Nova Scotia.